# تل حاي

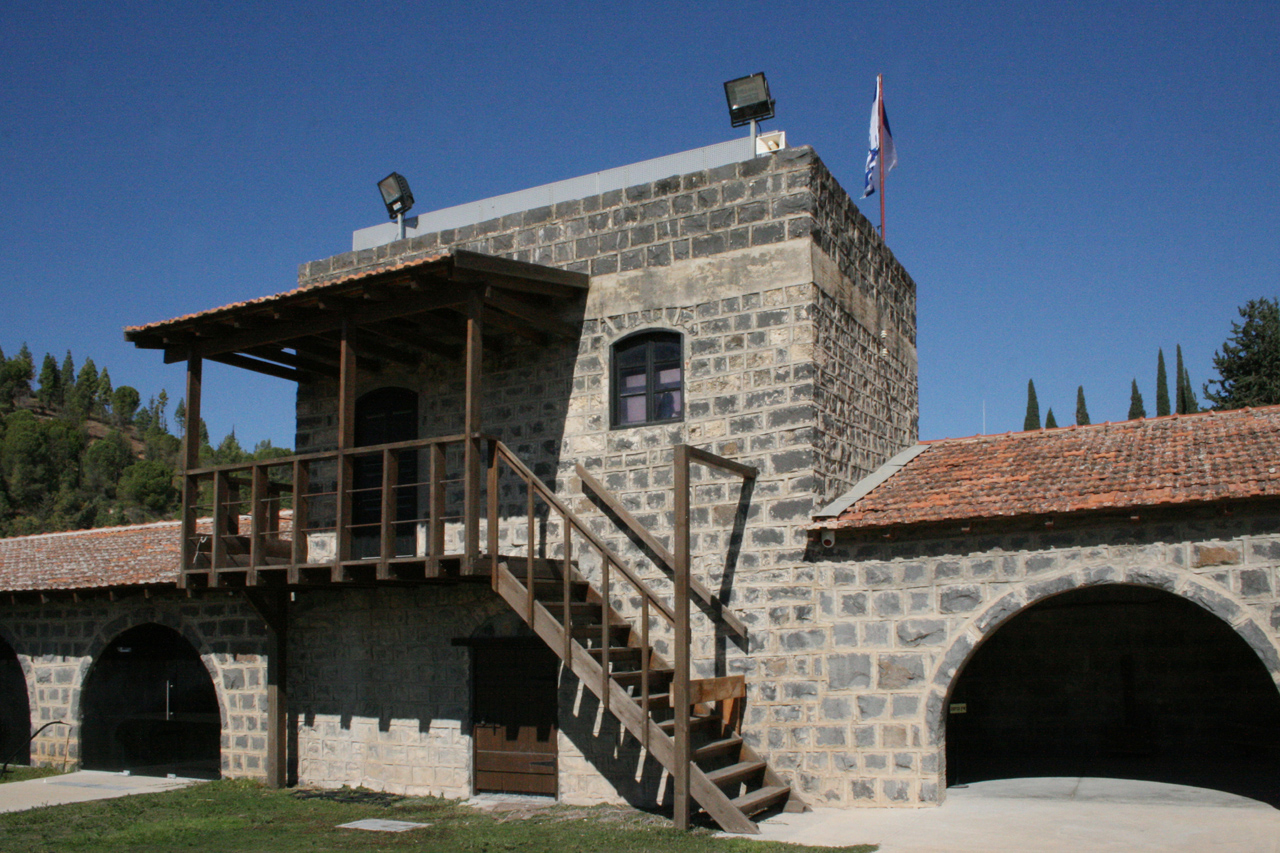
ساحة تل حاي

تل حاي (العبرية: תל חי) هي مستوطنة يهودية سابقة في الجزء الشمالي من الجليل الأعلى، بُنيَت على أراضي طلحة، وهي موقع لإحدى المعارك الأولى بين اليهود والعرب المنذرة بتزايد الصراع العربي-الصهيوني، وفيها موقع لنصب تذكاري ولمعلم سياحي ولكلّيّة تل حاي. تل حاي هي حاليًا جزء من كيبوتس كفار جلعادي.
حدثت معركة تل حاي في الأول من مارس/آذار 1920، وهي من منحت تل حاي شهرتها. هذه المعركة بالغة الأهمية من المنظور الصهيوني نظرًا لتأثيرها على الأسطورة الصهيونية، حيث أثّرت تأثيرًا بالغًا على جيش اليشوف، في هذه المعركة قتل يوسف ترومبلدور. أثّرت المعركة كذلك على الاستراتيجيات السياسية الصهيونيّة على مدى عقود.
بنظرة إلى الماضي، من الممكن اعتبار معركة تل حاي أول اصطدام عسكري بين القوّات الصهيونيّة والعرب، بالرغم من أن الطرفين المتقاتلين لم يعتبرا الأمر كذلك آنذاك.

## تاريخ

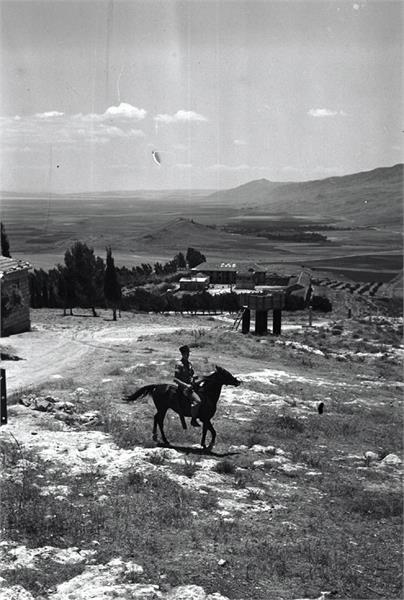
تل حاي في 1937

أُسّست تل حاي على أراضي «طلحة»، وكانت مزرعة لستة عمال من مستوطنة شمالية تدعى «المطلّة». قام البارون روتشيلد، عن طريق  جمعية الاستعمار اليهودية بشراء أراضٍ تضم المنطقة التي أُسست تل حاي فيها. في عام 1918، وبعد هزيمة الامبراطوية العثمانية، حصلت تل حاي على اسمها العبري، وأصبحت موقعًا حدوديًّا. أُجريَت لاحقًا تعديلات على الحدود في المنطقة بشكل متقطّع بين القوى الاستعمارية الفرنسية والبريطانية.
في عام 1919، تخلّت السلطات البريطانية عن الجزء الشمالي من الجليل الأعلى، الذي يضم تل حاي والمطلّة والحمرة وكفر جلعاد، وتسليمه للولاية الفرنسية. لم تكن الحركة الصهيونية راضية عن هذا القرار، لأنه بهذا تُترَك مصادر نهر الأردن خارج حدود الانتداب البريطاني في فلسطين، حيث كان من المقرّر تأسيس الدولة الصهيونية. لذلك، أصبحت المستوطنات القليلة النائية في هذه المنطقة ذات قيمة استراتيجية بالنسبة للحركة الصهيونية. ومع ذلك، كان هناك جدل شديد بين الفصائل والقادة في اليشوف، حيث رأى البعض ضرورة الاحتفاظ بتل حاي والمستوطنات الأخرى بأي ثمن، فيما رأى البعض الآخر أن وضعها غير مستدام وطالبوا بالانسحاب منها.
في تلك الفترة، لم يكن العرب في هذه المنطقة مشاركون بشكل أساسي في الأنشطة ضد الميليشيات اليهودية المبكرة، بل بمعارضة فرض الانتداب الفرنسي على سوريا، الأمر الذي اعتبروه خيانة لمراسلات الحسين – مكماهون التي أُجريَت خلال الثورة العربية ضد الحكم العثماني. في رسالة بتاريخ 24 أكتوبر 1915، وعد السير هنري مكماهون، المفوض العالي في مصر لجلالته في المملكة المتحدة، الشريف حسين بن علي بأنه «سيعترف بالاستقلال العربي وسيدعمه داخل الأراضي التي اقترحها (شريف مكة) والتي أصبحت موضع نزاع.» 

### معركة تل حاي من المنظور الصهيوني
أرادت الميليشيات الصهيونية في تل حاي، بقيادة القائد اليهودي الروسي جوزيف ترومبلدور، إرجاع المنطقة تحت السيطرة البريطانية، فقد أملوا أن يؤدي هذا الأمر في نهاية المطاف إلى أن تصبح المنطقة جزءًا من دولة يهودية مستقبلية. مع ذلك، مع وصول القادمين الجدد إلى المنطقة من أوروبا، كان يشتبه بكونهم موالين للفرنسيين، مما أدى في النهاية إلى نزاعات مسلحة.
في تبادل إطلاق نار ملحوظ، حدث في 1 مارس 1920، حاولت مجموعة من العرب من جبل عامل في جنوب لبنان البحث في تل حاي عن وجود قوات فرنسيّة مختبئة كما طُلب منهم. في نهاية المطاف، وقعت مواجهة مسلحة بين الطرف اليهودي والعربي بعد خلاف كلامي، والتي قاد فيها جوزيف ترمبلدور المقاتلين اليهود. في أعقاب هذه المواجهة قتل ثمانية يهود وخمسة من العرب. 
وافقت بريطانيا وفرنسا في النهاية، بناءً على طلب من الصهاينة، على ضم هذه المنطقة من الجليل الأعلى إلى  فلسطين الانتدابية. وبالتالي، كان من الممكن إعادة توطين تل حاي في عام 1921، على الرغم من أنها لم تصبح مجتمعًا مستقلًا قابلًا للعيش، واستوعِبت ضمن كيبوتس كفار جلعادي في عام 1926.

### معركة تل حاي من المنظور العربي
تعتبر معركة تل حاي حدثًا بالغ الأهميّة للرواية والأسطورة الصهيونيّة، إلّا إنّ هذه النظرة هي جزئيّة فقط، بحيث تركّز على المنظور المحلي لها ولا ترجع إلى المصادر العربيّة، بالتالي تفتقر الرواية الصهيونية إلى نظرة شمولية لأحداث معركة تل حاي.
بحسب السياق العربي ومصادره، فبعد انسحاب بريطانيا من سوريا عام 1919، اشتدّ النزاع بين القوات الفرنسيّة والقوات العربية في سوريا، جنوبي لبنان، مرتفعات الجولان ومنطقة وادي الحولة، وأدت إلى أمواج من العنف والمواجهات، إذ ناضل أتباع وقادة الحركة الوطنية العربية لإقامة دولة عربية موحدة في سوريا الكبرى، معارضين بذلك خطة فرنسا لتقسيم سوريا إلى عدة دول.
كانت معركة تل حاي من ضمن التوترات المذكورة أعلاه، ففي 1919 اشتدّ التوتّر في وادي الحولة والمناطق المحيطة وأصبحت المنطقة منطقة حدوديّة غير متفق عليها. كانت المنطقة آنذاك تحت تأثير ثلاثة قادة محليين، من ضمنهم كامل حسين، الذي كان قائدًا لقبيلة الخالصة حينها. انضمّ حسين للملك فيصل للتصدي للحكم الفرنسي في المنطقة. أسباب حدوث معركة تل حاي غير معروفة بشكل قاطع، فوفقًا لمذكّرات الشيخ رضا المكتوبة في الثاني من مارس، 1920، يذكر فيها المعركة، وهو أحد سكّان النبطية في لبنان، ومقرّب للملك حسين، التي كان قد كتبها وفقًا لأدلّة أحد اليهود المستوطنين من المطلة يدعى موشي ليا، فإن القوات العربية وصلت إلى تل حاي بحثًا عن فرنسيين مختبئين هناك، وطوقوا ساحة تل حاي. عند إعلام المستوطنين اليهود العربَ بعدم وجود أي فرنسيين، أمر العربُ اليهودَ تسليمهم أسلحتهم، واللاحقون أبوا، مما أدى إلى اندلاع المعركة التي أسفرت عن مقتل عشرين من العرب وستة من اليهود.
في الرابع من مارس، 1920، كتب الشيخ رضى في مذكّراته سردًا مختلفًا لأحداث المعركة مفاده تخييم كامل حسين وفرقته بالقرب من ساحة تل حاي. دعاهم المستوطنون اليهود لتناول وجبة طعام مشتركة. عند دخول العرب إلى الساحة، أغلق اليهود أبوابها، فشعر العرب بالخطر والتهديد. هاجم رجل وامرأة يهوديان كامل حسين، فأطلق صادق حمزة النار في الهواء، فبدأ العرب الذين كانوا خارج بوابات الساحة الهجوم بقيادة عمّة كامل حسين.

## نصب تل حاي التذكاري
يحتفي نصب تل حاي التذكاري الوطني اليهودي في الجليل الأعلى بذكرى مقتل ثمانية يهود (ستة رجال وامرأتان)، بينهم القائد اليهودي الروسي جوزيف ترومبلدور الذي قُتِل في المعركة المذكورة أعلاه في 1 مارس 1920. يشتهر المعلم التذكاري بتمثال أسد جَموح يمثل ترومبلدور ورفاقه. سمّيت مدينة كريات شمونة بهذا الاسم تيمنًا بثمانية المقاتلين، ويعني اسمها: مدينة الثمانية.

## معرض صور

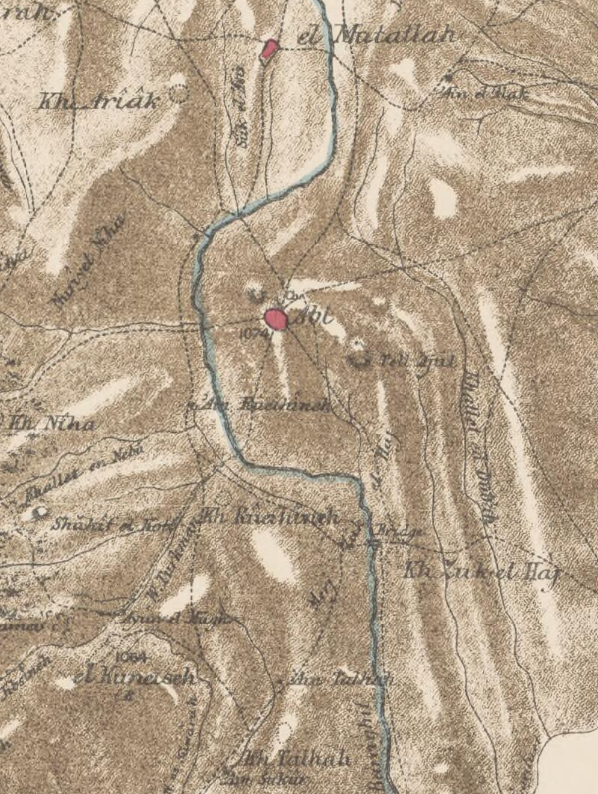
طلحة عام 1878
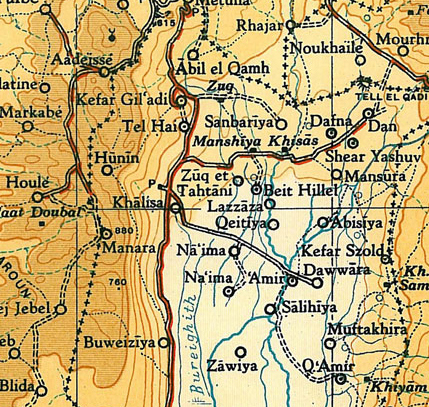
تل حاي عام 1946